# José Canteli
José Belermino Canteli (n. Santa Fe, 31 de mayo de 1917, m. Santa Fe, 26 de agosto de 1985) fue un futbolista argentino que se desempeñaba como delantero.

## Carrera
Comenzó su carrera en Gimnasia y Esgrima de la ciudad de Santa Fe y luego pasó a Newell's Old Boys de la ciudad de Rosario por $ 2000 en 1940, en su primera temporada terminó siendo goleador del torneo con 30 goles, en Newell's Old Boys jugó 76 partidos e hizo 60 goles quedando así en la historia de Newell's Old Boys como unos de los máximos goleadores de la historia del club. En 1943 jugaría el Torneo Internacional Nocturno Copa de Oro Rioplatense donde marcaría un gol en la final. Más tarde fue convocado a la selección donde debutaría frente a la selección de Uruguay e hizo 1 gol. Pese a su buen debut nunca más fue citado a la selección. Luego pasó a finales de 1943 a Platense, allí hizo poco y mucho jugó 6 años y medio e hizo 37 goles en 75 partidos, luego pasó a Colón en 1948 que se encontraba en la segunda división, donde parecía que se estaba reencontrando consigo mismo. Terminó siendo goleador de la temporada y además marcó un gol en el clásico santafesino, ese gol fue el primero de 11 goles en el clásico santafesino, 6 por torneos A.F.A otros 2 en la final de la Copa de Honor Juan Domingo Perón que significó el primer título en la historia del club y otros 3 por amistosos, en 1952 marcaría su último gol, el gol 104 convirtiéndose en el máximo goleador del club en la historia del club santafesino en AFA, más tarde sería superado por Esteban Fuertes.

### Goles en Colón
| Año  | Torneo           | PJ  | G   |
| ---- | ---------------- | --- | --- |
| 1948 | Segunda División | 19  | 12  |
| 1949 | Primera B        | 38  | 31  |
| 1950 | Primera B        | 22  | 24  |
| 1950 | Copa de Honor    | 10  | 8   |
| 1951 | Primera B        | 21  | 19  |
| 1952 | Primera B        | 12  | 9   |
|      |                  | 122 | 103 |

## Clubes
| Club               | País      | Periodo   | PJ  | G   |
| ------------------ | --------- | --------- | --- | --- |
| Gimnasia y Esgrima | Argentina | 1938-1940 | ?   | ?   |
| Newell's Old Boys  | Argentina | 1941-1943 | 76  | 60  |
| Platense           | Argentina | 1943-1948 | 75  | 37  |
| Colón              | Argentina | 1948-1952 | 122 | 103 |

## Palmarés y distinciones

### Torneos nacionales
| Campeonato                                                                      | Club  | País      | Año  |
| ------------------------------------------------------------------------------- | ----- | --------- | ---- |
| Campeonato de Honor "Copa Presidente de la República General Juan Domingo Perón | Colón | Argentina | 1950 |

### Distinciones y logros
| Distinción                                                                      | Año  |
| ------------------------------------------------------------------------------- | ---- |
| Máximo goleador de la Primera División de Argentina (30 goles)                  | 1941 |
| Top 10 máximo goleadores de la histórica de Newell's Old Boys en AFA (60 goles) | 1943 |
| Máximo goleador del campeonato de Segunda División de Argentina 1950 (24 goles) | 1950 |
| Máximo goleador histórico del clásico santafesino en AFA (8 goles)              | 1951 |
| Segundo máximo goleador histórico de Colón (104 goles)                          | 2009 |